# Point de rencontre (Signori)
Point de Rencontre est une œuvre créée en 1977 par l'artiste italien Ilio Signori. Il s'agit d'une sculpture en bronze installée dans la station RER de la gare de Châtelet - Les Halles, à Paris, en France,.

## Commande
L'œuvre est une commande publique de la RATP installée, en 1977, année d'inauguration de la station RER. La même année a été installée, dans la salle des échanges, la sculpture Énergies de Trémois.

## Artiste
Ilio Signori (né en 1929) est un artiste italien.